# Обичкин, Геннадий Дмитриевич
Генна́дий Дми́триевич Оби́чкин (12 сентября 1899, деревня Синицыно, ныне Вологодского района Вологодской области — 1981, Москва) — советский историк. Член ВКП(б) с 1927 года. доктор исторических наук (1962), Профессор (1949).

## Биография
После Февральской революции добровольцем вступил в армию. Участник Первой мировой войны на Салоникском (Македонском) фронте.
После Октябрьской революции был интернирован французскими властями и сослан на принудительные работы в Алжир. Возвратился в Россию в сентябре 1920 года.
В 1920—1921 годах служил в Красной Армии.
Окончил рабфак (1924), общественно-экономическое отделение педагогического факультета 2-го МГУ (1928) и аспирантуру института философии Коммунистической академии (1931), затем на преподавательской и партийной работе.
Работал в Тимирязевской сельскохозяйственной академии, вузах Иркутска, Горьковском педагогическом институте. В 1943—1945 годах работал в Горьковском обкоме партии.
С 1945 года по направлению ЦК партии работал в Институте марксизма-ленинизма при ЦК ВКП(б) — заместитель директора (в 1952—1961 — директор). Одновременно профессор кафедры истории КПСС Академии общественных наук при ЦК КПСС.
В 1957—1959 годах — главный редактор журнала «Вопросы истории КПСС».
Член Главной редакции БСЭ (2-е и 3-е издание) и «Советской исторической энциклопедии».
Один из редакторов Полного собрания сочинений В. И. Ленина (5 издание, 1967—1975).
Сын — О. Г. Обичкин (род. 1931), историк, профессор МГИМО; внучка — историк Е. О. Обичкина (род. 1955).

## Награды и звания
- орден Ленина (11.09.1959)
- орден Октябрьской Революции
- три ордена Трудового Красного Знамени
- орден Дружбы народов
- медали
- Заслуженный деятель науки РСФСР (1964)

## Труды
- В. И. Ленин — великий организатор и вождь Коммунистической партии Советского Союза. М., 1955. (в виде доклада)
- «Манифест Коммунистической партии» / Обичкин Г. Д. // Ломбард — Мезитол. — М. : Советская энциклопедия, 1974. — (Большая советская энциклопедия : [в 30 т.] / гл. ред.  А. М. Прохоров ; 1969—1978, т. 15).
- Сокровищница марксистско-ленинских идей о государстве: О книге В. И. Ленина «Государство и революция». М., 1980.
- Отчёт директора Института марксизма-ленинизма при ЦК КПСС Г. Д. Обичкина о поездке в КНР // КНР в 1950-е годы. Т. 2. М., 2010. С. 392